# كامينو تاليامنتو
كامينو آل تاليامنتو؛ (فريوليان: Cjamin dal Tiliment) هي بلدة في مقاطعة أوديني في منطقة فريولي فينيتسيا جوليا الإيطالية، وتقع على بعد حوالي 70 كيلومترًا (43 ميلًا) شمال غرب ترييستي وحوالي 30 كيلومترًا (19 ميلًا) جنوب غرب أوديني.
كامينو آل تاليامنتو تقع في حدود البلدات التالية: كودرويبو، مورسانو آل تاليامنتو، سان فيتو آل تاليامنتو، فارمو.

## روابط خارجية
- https://www.comune.caminoaltagliamento.ud.it/